# Santi Protomartiri Romani del Seminario Minore
Santi Protomartiri Romani del Seminario Minore é uma capela seminarial localizada na Viale Vaticano, 42, a oeste da extremidade oeste da Cidade do Vaticano, no quartiere Trionfale de Roma. É dedicada os Protomártires de Roma e pertence ao Pontifício Seminário Romano Menor. No local também está a pequena Cappella della Santa Maria della Perseveranza, a quem o seminário todo é dedicado.
Apesar de ficar em território italiano, o seminário e a capela são propriedades extraterritoriais da Santa Sé e inteiramente administrados pelo Vaticano.

## História
Um seminário menor é um colégio interno para garotos adolescentes que demonstram interesse em seguir para o sacerdócio. Ela foi fundada em 1913 em Roma como uma subdivisão do antigo Seminário Romano em duas instituições de acordo com a idade dos estudantes, sendo a outra o Pontifício Seminário Romano Maior.

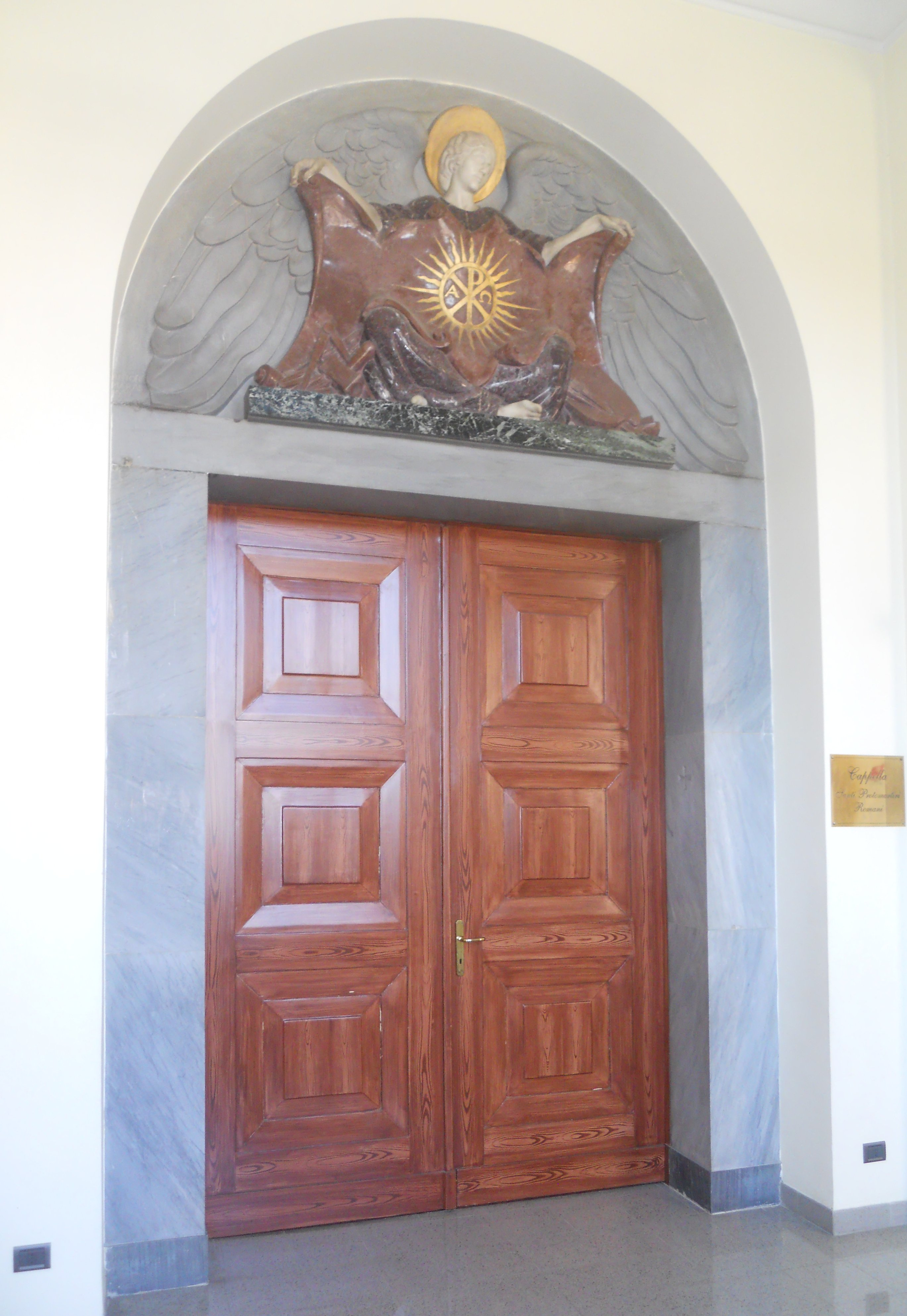
Portal da capela dos Santi Protomartiri Romani.

A princípio, o Seminário Menor estava instalado perto da igreja de Santa Marta in Vaticano, na Cidade do Vaticano, mas acabou desalojado durante uma ampla reorganização do layout do território como resultado da independência do Vaticano em 1929. O novo edifício foi construído imediatamente ao lado da Muralha do Vaticano, em território italiano. O arquiteto foi Giuseppe Momo, que começou a obra em 1930 e terminou três anos depois.
O presbitério foi reformado em 1973 e ganhou um novo altar-mor e um novo atril, ambos mármore de Carrara. Em 1992, a Capela Mariana também foi reformada, sob o comando de Carlo Bevilacqua, e recebeu novas janelas decoradas com vitrais e um novo altar.

## Descrição

### Exterior
O seminário propriamente dito é um bloco único de grandes proporções, com três alas de cinco andares organizadas à volta de um pátio central. Este último está separado da rua por um quarto bloco, de apenas um andar.
A capela principal fica no meio da ala do fundo, do lado noroeste e de frente para uma encosta do monte Vaticano na direção do Valle Aurelia. O fundo da capela se projeta para fora e conta com um telhado pontiagudo (duas águas) com uma abside externa semicircular com seu próprio próprio telhado baixo subdividido em quatro setores. As paredes laterais tem três janelas verticais cada uma.
O portal de entrada, no pátio central do seminário, tem uma moldura de mármore de Carrara. Sobre ela está um tímpano com uma escultura em relevo colorida do "Anjo das Artes", de Antonio Maraini (1932), originalmente destinada aos Museus Vaticanos.

## Interior

### Cappella dei Santi Protomartiri Romani
A capela principal do edifício tem uma nave com duas zonas estruturais distintas, a mais próxima no interior do edifício do seminário e a mais distante englobando um anexo isolado, esta aberta em três janelas de vidro simples cada parede lateral e aquela com três profundos painéis em correspondência. O teto também está dividido em duas zonas, a mais próxima ligeiramente mais baixa que a mais distante. Ambas subdivididas em grandes caixotões.

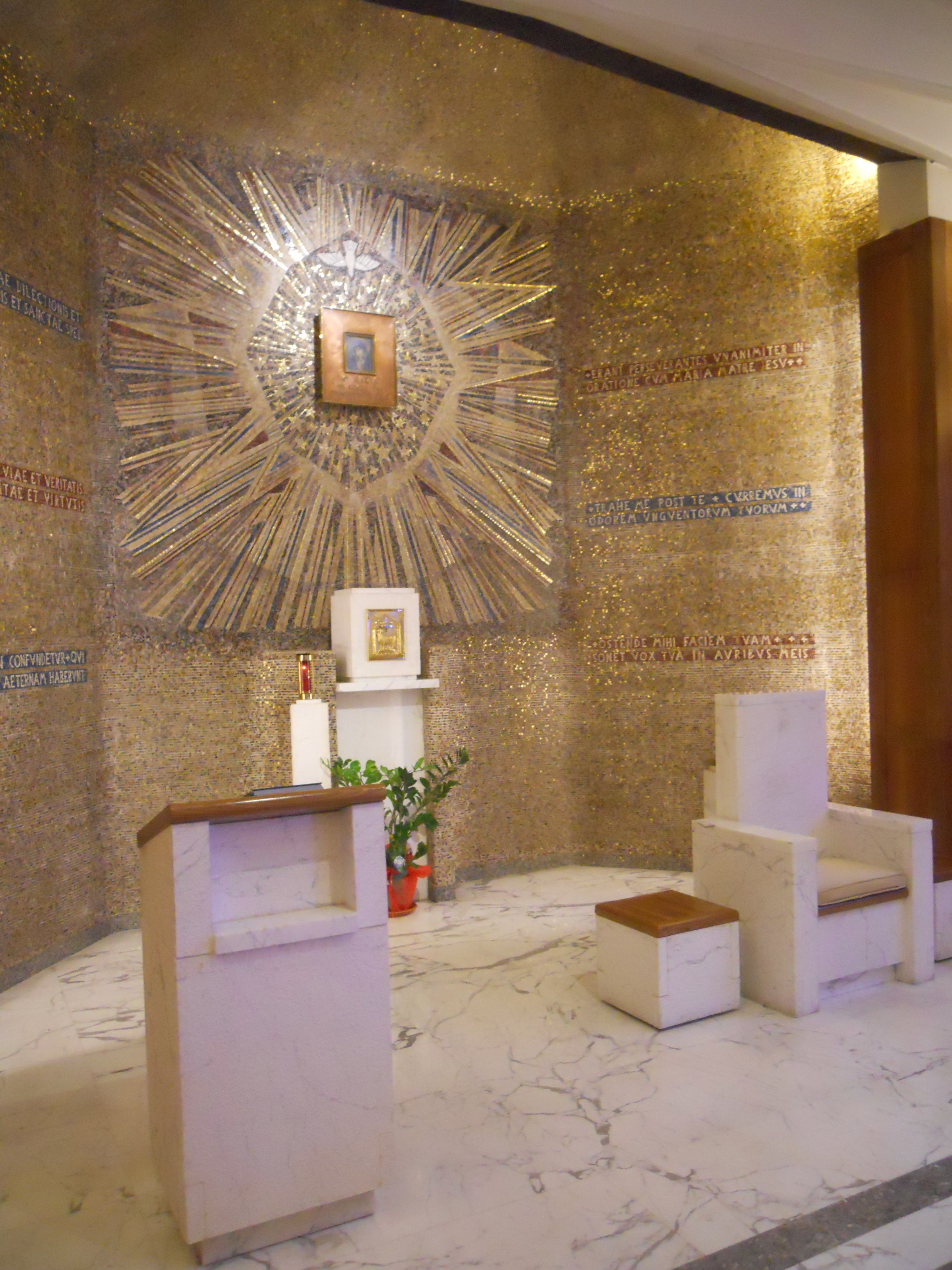
Presbitério de Santa Maria della Perseveranza.

A parede da entrada está tomada por uma galeira assentada sobre três arcos e com uma varanda suspensa com laterais sólidas. Os arcos se projetam de pilastras de calcário com impostas simples e são suportados por pilares no mesmo estilo. Sobre cada par está um recorte circular numa parede lisa. A galeria conta com um pequeno altar do lado direito abriga um busto do papa São Pio X, a quem é dedicada.

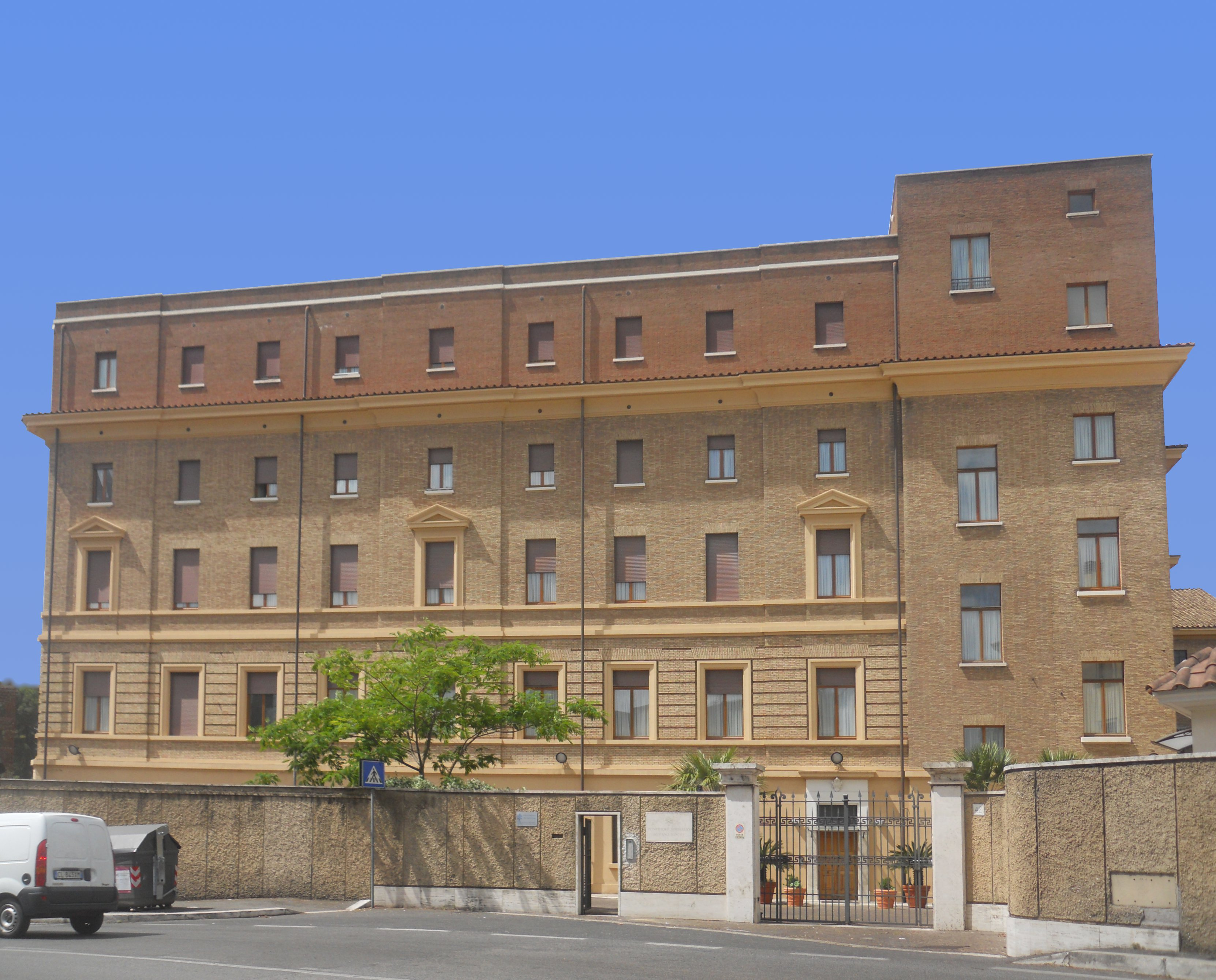
Edifício do Pontifício Seminário Romano Menor

À Via Crúcis se junta um afresco que percorre cada uma das paredes laterais e a contrafachada, representando alegorias bíblicas. Este conjunto combina com o afresco da abside, que ocupa toda a parede da abside, chamado "São Pedro Abençoa os Santos Protomártires". Acima, o teto plano da abside está decorado por uma pomba do Espírito Santo. A obra toda é de Mario Barberis.
Para a esquerda da abside está um pequeno órgão de tubos, de Zeno Fedele (1906). Para a direita está um sacrário de pedra colorida barroco, sobre o qual está uma representação de Nossa Senhora da Perseverança em uma elaborada moldura dourada. O órgão e o sacrário estão em absides bem rasas flanqueando a abside principal, o que transparece que elas possivelmente teriam sido projetadas para abrigar capelas laterais.

### Cappella della Santa Maria della Perseveranza
A capela mariana fica separada da capela principal, na ala norte do seminário. A sala atual é da época da reforma de 1954, quando o espaço foi bastante ampliado. Em 1992, uma nova reforma foi realizada por Carlo Bevilacqua, na qual foram trocados os móveis de mármore e instalados os vitrais azuis e brancos na parede da direita. O recinto tem o teto baixo em braco, com caixotões alongados transversalmente.
O presbitério tem uma tela de fundo com um par de asas diagonais inteiramente recoberto por um mosaico dourado, incluindo uma glória circundando um pequeno ícone de Nossa Senhora; nas asas estão textos marianos. Dos lados do presbitério estão os bancos do coro.